# Курка Меріленд
Курка Меріленд або курча Меріленд (англ. Chicken Maryland), також курка/курча по-мерілендськи — страва зі смаженої курки, що отримала назву від американського штату Меріленд. У початковому варіанті страва складається зі шматочків смаженого курчати, яке подають із вершковим соусом, а також з кукурудзою: зернами кукурудзи, кукурудзяним хлібом або коржом.
Страва традиційно доповнюється бананами, які історично були одним з основних імпортних товарів Балтімора.
Назва може застосовуватися до інших схожих страв з курки у різних країнах.

## Історія та приготування
У багатьох сімей Меріленда є свої сімейні рецепти цієї страви, і вона залишається регіональною фірмовою стравою в ресторанах Східного узбережжя. Вказується, що основним фактором, який відрізняє смажену курку в Меріленді від смаженої курки з південних штатів, є те, що замість того, щоб готувати курку у великій кількості олії або жиру, курку обсмажують на пательні (традиційно чавунній) із невеликою кількістю олії, і її щільно накривають після первинного приготування, щоб курча пропарювали після обсмажування. Молоко або вершки потім додають до м'ясного соку з каструлі, щоб вийшов білий вершковий соус, це ще одна особливість Курча Меріленд.
Відповідно до багатьох сучасних рецептів, сковорода зі шматочками курки та іншими типовими інгредієнтами, для приготування поміщається в духовку.
Джеймі Олів'єр пропонує приготувати цю страву, використовуючи курячі грудки, начинені бананом, загорнуті в бекон і запечені зі свіжими кукурудзяними зернами, квасолею каннелліні, білим вином, вершками та вершковим маслом.
У Ескоф'є присутній рецепт обсмаженого курчати по-мерілендськи у його знаменитій кухонній книзі Ma Cuisine. Обробленого курчати (гомілки, стегна, крила) обвалюють у клярі з яєць, борошна, спецій та хлібних крихт, і обсмажують у топленій олії. Подають з фрітерами із солодкої кукурудзи, картопляними крокетами, беконом та бананом, а також соусом бешамель або томатним.

## По країнах

### Австралія
В Австралії термін «курка Меріленд» належить до оброблення цілої курячої ноги, що складається зі стегна та гомілки .

### Великобританія
У деяких китайських ресторанах у Сполученому Королівстві (особливо в Шотландії) страву Chicken Maryland можна знайти в розділі меню «Європейський» або «Британський». Воно складається з обсмаженої у фритюрі курячої грудки в паніровці, подається зі скибочкою бекону, банановими або ананасовими фриттерами (або тим, і іншим) і смаженою картоплею   .

### Південна Америка
В Аргентині та в деяких сусідніх країнах Південної Америки Suprema de Pollo Maryland являє собою відбиту тонку курячу грудку, пановану та обсмажену, яку подають з кукурудзою у вершках, горохом, беконом (панчетта), картоплею фрі та смаженим бананом  .

## Цікаві факти
- Курка Меріленд була модною і фешенебельною стравою на початку ХХ століття, популярною на Рів'єрі, вона згадується в романі «Ніч ніжна» американського письменника Френсіса Скотта Фіцджеральда [14]
- Курку а-ля Меріленд подавали пасажирам Титаніка [15]